# Parque Municipal Américo Renné Giannetti
O Parque Municipal Américo Renné Giannetti, com 180.000 m², de área cercada e com guaritas em todas as entradas, é o principal parque de Belo Horizonte. Ele fica no centro da cidade, ao lado da Avenida Afonso Pena. O nome do Parque é uma homenagem a Américo Renné Giannetti (1896-1954) político, empresário e industrial brasileiro, que ocupou o cargo de prefeito de Belo Horizonte entre os anos de 1951 e 1954.
Em março de 1894, a comissão construtora que se instalou em Belo Horizonte, sob a coordenação do engenheiro Aarão Reis, incluiu, dentro das medidas tomadas, a decisão de transformar a chácara de Guilherme Ricardo Vaz de Mello em área de lazer para a população, dando origem ao Parque Municipal. O projeto inicial foi elaborado pelo arquiteto-jardineiro Paul Villon, natural da França e aluno do naturalista também francês Glaziou, responsável pelo Jardim-Parque da Aclamação, no Rio de Janeiro.
O parque foi inaugurado junto com a cidade. Porém, com o tempo, o parque perdeu mais que a metade de seu tamanho original.
Dentro desse parque há o Teatro Francisco Nunes, palco de grandes peças.
O parque abriga uma rica diversidade de fauna e flora, com mais de cem espécies de árvores, entre elas palmeiras imperiais, ipês e jacarandás. Além disso, o parque conta com lagos artificiais onde é possível observar peixes e patos, o que proporciona aos visitantes uma experiência de contato direto com a natureza em meio ao centro urbano. Os espaços verdes e as trilhas são populares entre famílias e pessoas em busca de lazer ao ar livre, tornando o parque um refúgio para quem deseja relaxar, fazer piqueniques ou praticar atividades físicas em Belo Horizonte.
Em 2024, o parque recebeu as estátuas de Lélia Gonzalez e da escritora Carolina Maria de Jesus. As obras do artista Léo Santana integram o Circuito Literário de Belo Horizonte.